# Where There Is No Doctor
Where There Is No Doctor: A Village Health Care Handbook (em português: Onde Não Há Médico) é um manual de saúde publicado pela Hesperian Health Guides. Baseado nas experiências de David Werner no seu Projeto Piaxtla no oeste do México, foi originalmente escrito em 1970 em espanhol como Donde No Hay Doctor. Desde então, foi revisto diversas vezes, vendeu mais de um milhão de cópias e foi traduzido para mais de 100 idiomas. O livro está disponível para compra como livro ou CD e pode ser baixado como PDF gratuitamente.
A sua distribuição é mundial. No Uzbequistão, uma bolsa da Agência dos Estados Unidos para o Desenvolvimento Internacional permitiu que uma equipa liderada pelo Dr. Donald Elsworth e Robert Graves do Centro-Asiático de Livre Intercâmbio traduzisse o livro para o uzbeque. O Corpo da Paz dos EUA também o distribuiu na Gâmbia. 
Em 2012, a Hesperian Health Guides lançou o Digital Commons e manuais de saúde, incluindo Where There Is No Doctor, que podiam ser transferidos em 26 idiomas diferentes, incluindo árabe, filipino, khmer, laosiano, português, espanhol e urdu. O Commons também disponibilizou imagens do livro.

## Conteúdo
O livro aborda diarreia, malária, fraturas ósseas, micose e outros. Ênfase especial é dada à higiene, dieta saudável e vacinação. A nova edição inclui informações sobre alguns problemas de saúde adicionais, como SIDA, dengue, complicações do aborto e dependência de drogas, e abrange tanto o parto como o planeamento familiar.

## Recepção
No British Medical Journal, uma crítica de 1998 disse:
Provavelmente, se visitasse um hospital distrital remoto num país em desenvolvimento, encontraria uma cópia bem folheada de “Where There is No Doctor” na sua biblioteca. O livro destina-se principalmente a profissionais de saúde de aldeias, mas gerações de médicos e missionários médicos que trabalharam em comunidades com poucos recursos a nível mundial atestarão o seu valor no fornecimento de informações concisas e fiáveis.
O livro foi referenciado num artigo de 2004 na The Lancet, intitulado "Can we achieve health information for all by 2015?" Os autores escreveram que:
Um agente de saúde comunitário pode considerar que um único exemplar de “Where There is No Doctor”, adaptado e escrito na língua local, é mais útil do que o acesso a milhares de revistas internacionais.
No Journal of the American Medical Association, uma revisão de 2010 disse:
ainda não se sabe se o livro melhora efetivamente a saúde. [No entanto,] Na maior parte do mundo, onde os médicos não estão disponíveis e as doenças são galopantes, o status quo é inaceitável. Até que sejam criadas melhores soluções, “Onde Não Há Médico” é provavelmente uma medida provisória útil.